# Прісцилла Дін
Прісци́лла Дін (англ. Priscilla Dean; 25 листопада 1896 — 27 січня 1987) — американська акторка.

## Біографія
Народилася в Нью-Йорку в родині театральних акторів. Її мати була популярною театральною акторкою Мері Престон Дін. Акторський дебют Дін відбувся в дитинстві, коли вона почала грати в постановках разом з батьками. Наступні роки поєднувала навчання в монастирській школі і роботу на театральній сцені.
Кінокар'єра Дін почалася з участі в короткометражках студії «Biograph», а в 1911 році вона підписала контракт зі студією «Universal», де в наступні роки зарекомендувала себе як одна з провідних комедійних акторок. Слава до неї прийшла в 1917 році після ролі в кримінальній драмі «Сіра тінь», після чого її стали запрошувати вже на серйозні драматичні ролі. Однак з приходом звукового кіно її кар'єра різко пішла на спад, і в 1932 році, після кількох невеликих ролей, Дін пішла з кіно.
Її першим чоловіком з 1920 по 1926 рік був актор Вілер Окман. У 1928 році одружилася з льотчиком Леслі П. Арнольдом, відомим здійсненням навколосвітнього польоту. Були разом до смерті чоловіка в 1961 році.
Прісцилла Дін померла 27 грудня 1987 року у віці 91 рік через наслідки травм від падіння у вересні того ж року.

## Вибрана фільмографія
- 1920 — Богоматір Стамбула / The Virgin of Stamboul
- 1922 — Дикий мед / Wild Honey
- 1923 — Білий Тигр / White Tiger
- 1923 — Дрейфуючий / Drifting
- 1923 — Полум'я життя / The Flame of Life
- 1925 — Багряний бігун / The Crimson Runner